# Terremoto de Colombia de 2019
El terremoto de Mesetas de 2019 fue un sismo ocurrido a las 14:03 hora local (19:03 UTC) del día martes 24 de diciembre de 2019. Tuvo una magnitud de 6.0 en la escala sismológica de magnitud de momento, y se percibió en los departamentos colombianos de Santander, Norte de Santander, Boyacá, Cundinamarca, Antioquia, Caldas, Casanare, Quindío, Risaralda, Valle del Cauca, Tolima, Huila y Meta.

## Efectos
El terremoto se sintió en zonas urbanas de los principales ciudades situadas en medianas y altas montañas del país su epícentro es en el área rural del municipio de Mesetas, departamento de Meta. El segundo temblor sucedió 16 minutos después en la misma región, en un punto localizado a 20 kilómetros de Mesetas, también con profundidad superficial con una escala de 5,7 de richter.
Los daños son intermitentes tras de sentir el sismo en algunos sectores rurales en las zonas de impacto del sismo. Con esto se suman 150 réplicas no superiores con la parte  de la escala inicial del sismo. En consecuencia se produjo un corrimiento de tierra en la cual se originó una avalancha en la vereda La Virgina de Chaparral, Tolima el 26 de diciembre de 2019 con un saldo de 6 muertes.
15 casas resultaron dañadas en Lejanías y las carreteras quedaron bloqueadas por deslizamientos de tierra.